# Chaperina fusca
Chaperina fusca е вид жаба от семейство Тесноусти жаби (Microhylidae). Видът не е застрашен от изчезване.

## Разпространение
Разпространен е в Индонезия, Малайзия, Тайланд и Филипини.